# Elaine Delmar

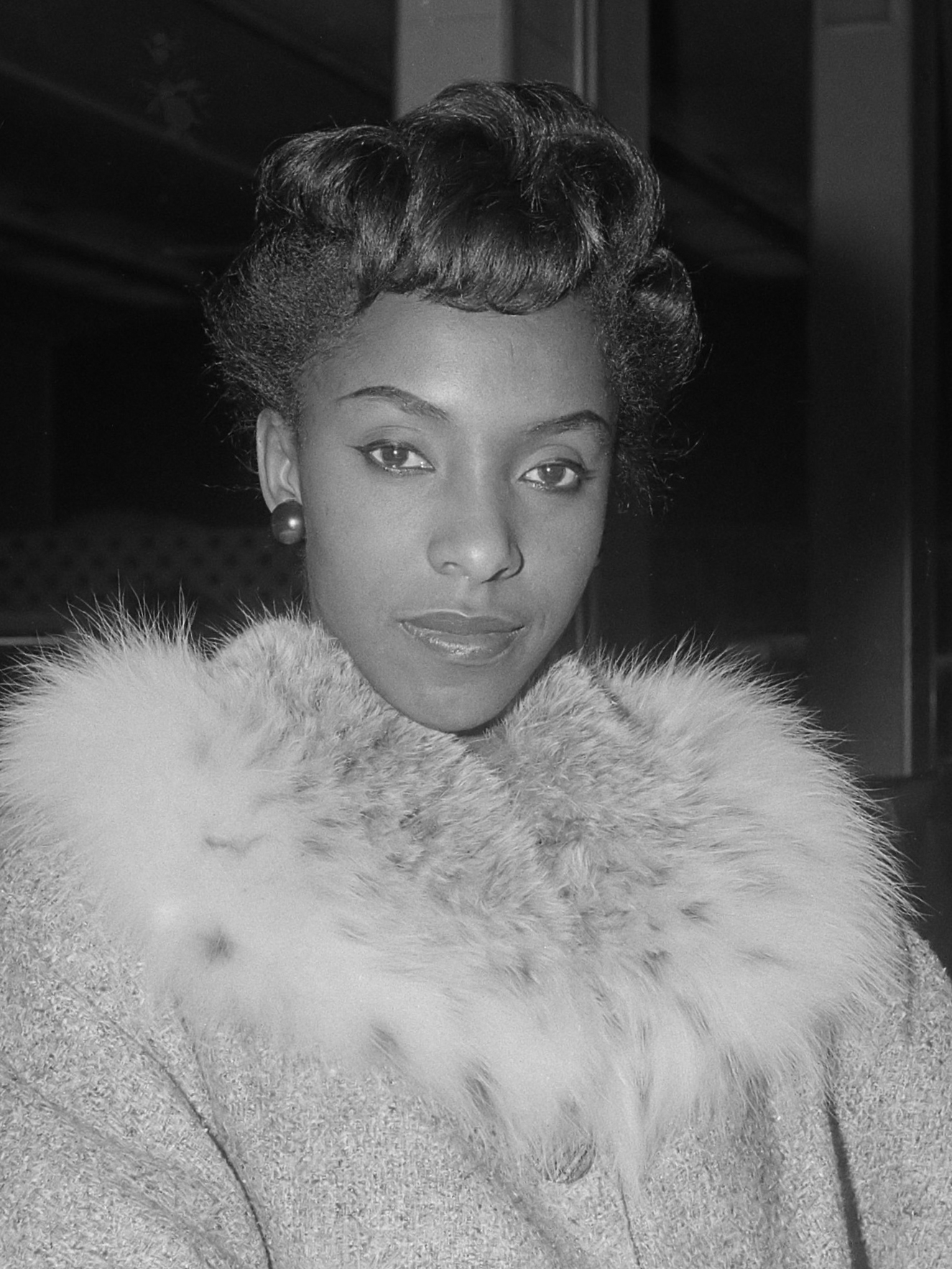
Elaine Delmar (1962)

Elaine Delmar (* 13. September 1939 in Harpenden als Elaine Hutchinson) ist eine britische Jazzsängerin und Schauspielerin.

## Leben und Wirken
Delmar, die Tochter des Trompeters Jiver Hutchinson, erhielt ab dem sechsten Lebensjahr Klavierunterricht. Mit 14 Jahren trat sie als Pianistin in der Children’s Hour von BBC auf; später trat sie mit der Band ihres Vaters in Clubs der amerikanischen Armee auf. Mit Coleridge Goodes Gruppe The Dominoes war sie Mitte der 1950er Jahre für einen Monat für ein Gastspiel in Bad Harzburg. Ab 1959 trat sie regelmäßig im Radio auf und gab im selben Jahr auch beim Beaulieu Jazz Festival ein Konzert, um dann europaweit in Soloprogrammen aufzutreten. In der Folge arbeitete sie auch als Theaterschauspielerin und beim Fernsehen. In Ken Russells Film Mahler (1974) hatte sie eine Rolle.
Delmar war dann, auch die 1980er Jahre hindurch, hauptsächlich in Musicals engagiert, unter anderem in der Hauptrolle in Bubbling Brown Sugar, trat aber zunehmend auch auf Kreuzfahrtschiffen und in Jazzclubs auf. Seit den 1990er Jahren war sie in Shows wie The Ella Fitzgerald Song Book oder Thank You, Mr. Gershwin engagiert, arbeitete aber auch in Ronnie Scott’s Jazz Club. 2010 holte sie
Wynton Marsalis mit dem Lincoln Center Jazz Orchestra auf die Bühne des Londoner Barbican Centre. 2013 wurde ihr im Rahmen der Parliamentary Jazz Awards für ihre Verdienste um den britischen Jazz der APPJAG Special Award verliehen. 2023 wurde sie dort als „Jazz Vocalist of the Year“ ausgezeichnet.

## Diskographie
- 1996: S'Wonderful: Live at Ronnie Scott’s
- 1998: Nobody Else But Me

## Lexikalische Einträge
- John Chilton, Who Is Who in British Jazz London 2005; ISBN 978-0-8264-7234-2